# Acatzingo de Hidalgo
Acatzingo de Hidalgo es una localidad mexicana ubicada en el estado de Puebla, a 2,140 m s. n. m.. Es la capital del municipio poblano de Acatzingo. El centro urbano se encuentra entre Citlaltépetl y Malinche a una distancia de unos 50 km de la ciudad de Puebla de Zaragoza.
En su plaza principal se destaca el exconvento franciscano de San Juan Evangelista, y la hermosa Parroquia de San Juan Evangelista con su hermoso frente recubierto de azulejos así como también los portales más grandes de todo el Estado de Puebla y La Parroquia aloja la Capilla de la Virgen de los Dolores.

## Demografía
Según los datos del censo de 2020, la población tiene un total de 31 599 habitantes, de los cuales el 47.5% son hombres y el 52.5% mujeres. El 93.6% de la población está alfabetizada y solo el 5.3 % es mayor de 65 años. El 95.1% de la población profesa la religión católicA.

## Urbanismo
La Ciudad de Acatzingo de Hidalgo cuenta con 14 barrios los cuales son:
Barrio de Tetela:
Este barrio fue fundado en el siglo XVI específicamente del año de 1525 tras la derrota de los indígenas nahuatlatos, se dice que abajo del templo hay una pirámide estas capilla se destaca por su arquitectura barroca 
Barrio de San Gabriel:
Este barrio fue  fundado en el siglo XVI a las orillas del Río Tetzahuapan al lado del Ex-Molino Viejo de San Miguel, está estructura se destaca por su campanario barroco lleno de varias decoraciones en el
Barrio de Las Tres Horas:
Este barrio es del año de 1970, se destaca por su capilla de estilo Neoclásico 
Barrio de San Antonio:
Este barrio fue construido a finales del siglo XIX específicamente en 1882, se destaca por su arquitectura Barroca
Barrio de San José 
Este barrio fue fundaod en el año de 1946 pero la capilla principal data del siglo XVIII este templo esta lleno de decoraciones de su época, con su arquitectura barroca al interior y exterior, en ella se encuentran unas pinturas que datan del siglo XIX
Barrio de San Miguel 
Este barrio fue creado en 1890, aunque su capilla data del siglo XVII, al igual que otras capillas en Acatzingo, está capilla tiene un estilo de arte Barroco inusual
Barrio de Jesús de Alonso
Este barrio fue fundado a principios del siglo XIX, su capilla data entre los años XVII y XVIII, está capilla tiene un tipo de arte barroca talaveresca

## Festividades
La primera fiesta del año se realiza entre marzo y abril, comienza el domingo previo a Semana Santa y termina el Domingo de Ramos, durante esta semana se instala la feria en el zócalo de la población, el día principal es el Jueves de Dolores este día se acostumbra dar el Beso a la Virgen de los Dolores, que es bajada de su nicho para que sea venerada por la población y los visitantes.
La segunda Fiesta se realiza en septiembre empieza el 5 de septiembre cuando miles de feligreses se reúnen en el santuario de la Virgen de los Dolores, donde, con gran solemnidad, los sacerdotes de la parroquia e invitados especiales bajan la Santa Imagen de los Dolores para que todos pasen al “Beso”. El mismo día por la noche hay un concurso de bandas de viento. El día 14, casi todos los habitantes de la localidad amanecen preparando los festejos a la Virgen de los Dolores. Por todas las calles del centro y las aledañas se ven personas ornamentando las aceras con arreglos diversos: maceteros, lámparas, candiles, varas florales, etc. Se pica alfalfa y se terminan de pintar centenares de kilos de arena y aserrín para elaborar los casi ocho kilómetros de alfombras por los que pasará la procesión con la imagen de la Virgen.
La fiesta de su Santo Patrono San Juan Evangelista se celebra el 27 de diciembre donde se realiza una procesión durante toda la noche para venerarlo casi toda la población participa en dicho evento.

## Personalidades
- Ignacio Romero Vargas, militar, político y poeta en el siglo XIX Y XX.
- Rodolfo Sánchez Taboada, militar y político, gobernador de Baja California.
- Carlos Camacho Espíritu, piloto aviador, locutor de radio y empresario mexicano